# José de Magalhães e Meneses de Vilas-Boas e Sampaio Barbosa
José de Magalhães e Meneses de Vilas-Boas e Sampaio Barbosa (Barcelos, 31 de janeiro de 1805 – 24 de Outubro de 1870), primeiro conde de Alvelos, foi alferes de Cavalaria no Regimento de Chaves (15 de março de 1827), ajudante-de-campo do general Manuel Gregório de Sousa Pereira de Sampaio, 1.º Visconde de Santa Marta, e coronel de Milícias de Barcelos (3 de dezembro de 1821). Foi moço fidalgo da Casa Real, por alvará de 19 de Novembro de 1822, e comendador da Ordem de Cristo e da Ordem da Torre e Espada.

## Biografia
Eleito deputado por Barcelos, fez parte dos cinco Deputados Legitimistas que se recusaram a prestar juramento nos termos do regulamento, sendo convidados após votação unânime, a abandonar a Câmara.
Foi ainda grã-cruz da Ordem de São Miguel da Ala, sociedade secreta antimaçónica fundada em 1848 pelos Legitimistas. Senhor das Casa e Quinta de Alvelos em Freixo de Cima, Amarante, da Casa dos Vilas Boas em Airó, do Paço de Vilas Boas em Barcelos, e de muitas outras propriedades.

### Conde de Alvelos
Recebeu o título por Carta de 19 de Setembro de 1853, por D. Miguel I de Portugal no exílio.
“Desejando dar a José de Magalhães e Menezes Villas Boas, Moço Fidalgo com exercício, por ocasião do nascimento do meu muito amado filho, O Principe Real, hum testemunho público de toda a Minha estima, pelos relevantes serviços que elle tem prestado á Pátria, não se poupando a sacrifício algum para mostrar com a maior corage, que, nada será capaz de afasta-lo dos seus honrados sentimentos, por estes motivos que serão conservados sempre no meu coração:
Hey por bem e Me Praz Fazer-lhe Mercê do Título de Conde d’Alvellos, de que lhe servirá de documento este decreto, em quanto as ciscunstâncias não permittirem passar-lhe a sua competente carta.
Palácio de Hambach em Baviera aos
19 de Setembro de 1853
Miguel R.”
O seu filho primogénito, Fernando de Magalhães e Menezes nunca usou o título, que, após a morte deste, foi reconhecido no seu irmão Francisco Perfeito de Magalhães e Menezes, que alegou que o seu irmão mais velho e os filhos deste serviram o exército dos monarcas constitucionais.

### Visita Real a Barcelos
D. Fernando e D. Maria II dirigiram-se em 1852 ao Norte de Portugal, ainda a pretexto das lutas liberais. Se por um lado interessava ir ao Porto pelo apoio que a cidade tinha concedido á causa liberal, importava igualmente efectuar um périplo pelas províncias nortenhas, onde ainda se mantinha uma forte influência miguelista. Em Barcelos o clima era especialmente pesado, e corriam boatos contra os legitimistas, em especial o seu líder José Vilas Boas. Com o incêndio na casa da família Simões, onde suspostamente os Reis deveriam ficar albergados, o Duque de Saldanha pediu a José Vilas Boas que albergasse os Reis em sua casa, por forma a silenciar os boatos. Conta-se que S.A.R. o Rei Dom Fernando não esperava encontrar numa casa de província tanto fausto e luxo, tendo inclusivamente oferecido uma elevada quantia por uma salva de prata, oferta que José Vilas Boas recusou. Conta-se também que D. Maria II terá pretendido agraciar D. Mécia Júlia, mãe de José de Vilas Boas, com o título de Viscondessa de Vilas Boas, que recusou. A família real passou depois para a casa de Domingos da Cunha Velho Sottomayor, posteriormente agraciado com o título de Barão da Retorta.